# Sambucus tigranii
Sambucus tigranii är en desmeknoppsväxtart som beskrevs av Troitzk. Sambucus tigranii ingår i släktet flädrar, och familjen desmeknoppsväxter. Inga underarter finns listade i Catalogue of Life.